# As Memórias de Vanitas
As Memórias de Vanitas (ヴァニタスの手記, Banitasu no Karute), também conhecido pelo seu título em inglês The Case Study of Vanitas, é um mangá shōnen com ambientação steampunk escrito e ilustrado por Jun Mochizuki. A série é publicada desde dezembro de 2015 na revista Gangan Joker, pertencente à Square Enix, e conta com onze volumes até o momento.
O mangá foi anunciado pouco tempo após a conclusão do trabalho anterior da autora, Pandora Hearts, e o cenário principal de sua trama é a cidade de Paris ao final do século XIX, num universo no qual vampiros coexistem com humanos. Tal qual o trabalho anterior de Mochizuki, Vanitas traz diversas referências a obras literárias como a Matéria de França, Varney the Vampire, O Vampiro e alguns contos de Clark Ashton Smith, bem como incidentes da história francesa como o caso da Besta de Gévaudan. A série é publicada simultaneamente em inglês pela editora Yen Press.
A serialização do mangá entrou num breve hiato em 2020 em decorrência da Pandemia de COVID-19 e foi retomada em outubro do mesmo ano.
Uma adaptação em anime foi anunciada em março de 2021 durante o evento AnimeJapan, com exibição programada para a temporada de verão do mesmo ano.

## Enredo
Noé, um jovem vampiro que passou a maior parte de sua vida no interior da França, é enviado por seu professor a Paris com a missão de encontrar e avaliar um temido item chamado de Livro de Vanitas. Segundo as lendas, trata-se de um objeto amaldiçoado criado pelo Vampiro da Lua Azul com o propósito de vingar-se dos demais vampiros pela rejeição que sofreu. O livro teria o poder de interferir com seus Verdadeiros Nomes, causando descontrole e sede de sangue. Um incidente na aeronave em que está vindo à capital faz com que Noé fatidicamente cruze caminhos um rapaz humano que se apresenta como "um médico especializado em vampiros", autointitulado Vanitas e herdeiro do Livro. Intrigado pelo potencial do artefato e pela própria figura de Vanitas, Noé decide acompanhá-lo e se vê envolvido numa trama mais complexa do que pressupunha.

## Mídias

### Mangá
A obra é publicada mensalmente na revista Gangan Joker deste 22 de dezembro de 2015, tendo seus capítulos coletados em formato tankōbon. A série conta com publicação simultânea em língua inglesa pela editora Yen Press desde seu início e já foi traduzida oficialmente para diversos idiomas como francês, polonês, coreano e chinês.

### Anime
A adaptação para anime de The Case Study of Vanitas foi anunciada ao final da edição de 2021 do evento AnimeJapan, sendo realizada pelo estúdio Bones (em parceria com a Aniplex) com direção de Tomoyuki Itamura, roteiro de Deko Akao e character design de Yoshiyuki Ito. O tema de abertura, Sora to Utsuro (空と虚), é interpretado pelo cantor Sasanomaly, e a canção de encerramento, "0 (zero)", é de LMYK. A trilha sonora é de composição de Yuki Kajiura.
Em evento de pré-exibição do primeiro episódio, realizado em 5 de junho, outros nomes do elenco foram revelados e houve a confirmação de que a primeira temporada do anime seria dividida em duas partes, com a primeira tendo sua data de estreia definida para 2 de julho de 2021. Como estratégia de divulgação do anime, o estúdio Bones optou por um projeto de lançamento de dez vídeos curtos apresentando personagens e conceitos da trama ao som das composições de Kajiura, além de um calendário de contagem regressiva no site oficial com gravações de falas do elenco.
A série foi licenciada para distribuição internacional pelo serviço de streaming Funimation e teve uma apresentação especial no evento Aniplex Online Fest 2021, em 4 de julho, mostrando as etapas do processo de produção do anime.
Em 12 de julho, a Funimation anunciou que o anime ganharia dublagem simultânea com atraso de só 4 semanas com Japão. A dublagem foi realizada no estúdio de dublagem, DuBrasil e foi lançada em 7 de agosto.

### Mangá
- «Site oficial do mangá» (em japonês)
- «Les Mémoires de Vanitas (mangá)» (em inglês). no Anime News Network

### Anime
- «Site oficial do anime» (em japonês)
- «TVアニメ『ヴァニタスの手記』» (em japonês). Twitter oficial (anime)
- «Les Mémoires de Vanitas (anime)» (em inglês). no Anime News Network